# Felsőcsertés község
Felsőcsertés község (románul: Comuna Certeju de Sus) község Hunyad megyében, Romániában. Központja Felsőcsertés, beosztott falvai Bocșa Mică, Boksatelep, Hondol, Magura, Nagyág, Nozság, Toplica, Vormága.

## Népessége
A 2011-es népszámlálás adatai alapján a község népessége 3126 fő volt.